# Жеханов, Андрей Ильич
Андрей Ильич Жеханов (1884, Нижний Новгород — 5 мая 1924, Москва) — советский партийный и государственный деятель. Ответственный секретарь Башкирского обкома РКП(б) и Царицынского губкома РКП(б).

## Биография
Жеханов Андрей Ильич родился в 1884 году в Нижнем Новгороде Нижегородской губернии.
В 1905 году вступил в партию РСДРП(б), работал в Москве. За участие в революционном движении был выслан в Нижний Новгород.
С 1906 года служил в рядах царской армии, в 1908 году был выслан в Орловскую губернию.
В 1914—1917 гг. участвовал в Первой мировой войне, подвергался преследованиям за ведение революционной работы на фронте.
В 1917 году являлся председателем полкового комитета РСДРП(б) в Петрограде. 25 октября 1917 года принимал участие в штурме Зимнего дворца.
В 1918—1919 гг. участвовал в Гражданской войне на Восточном фронте в рядах РККА.
В 1920—1922 гг. был на партийной работе в Нижнем Новгороде.
С апреля по сентябрь 1922 года являлся ответственным секретарём Башкирского областного комитета РКП(б).
С ноября 1922 года — заведующий организационным отделом Царицынского губернского комитета РКП(б).
Был делегатом XII съезда РКП(б) и XI Всероссийского съезда Советов.
С июля 1923 года по апрель 1924 года — ответственный секретарь Царицынского губернского комитета РКП(б).
5 мая (по другим данным в апреле) 1924 года покончил жизнь самоубийством в Москве.